# Bùi Văn Tùng
Bùi Văn Tùng (4 tháng 2 năm 1930 – 9 tháng 2 năm 2023) nguyên là một sĩ quan cao cấp trong Quân đội nhân dân Việt Nam, hàm Đại tá, Anh hùng Lực lượng vũ trang nhân dân. Ngày 30 tháng 4 năm 1975, ông đã thảo lời đầu hàng không điều kiện và buộc Đại tướng Dương Văn Minh, Tổng thống Việt Nam Cộng hòa, đọc trên Đài phát thanh Sài Gòn. Ông cũng thay mặt Quân Giải phóng miền Nam Việt Nam tiếp nhận đầu hàng của đại tướng Dương Văn Minh, chính thức chấm dứt cuộc Chiến tranh Việt Nam.

## Thân thế và binh nghiệp
Bùi Văn Tùng sinh ngày 4 tháng 2 năm 1930 tại quận Hải Châu, Đà Nẵng, trong một gia đình công nhân. Từ tháng 8 năm 1945, ông tham gia cách mạng với vai trò hội viên Hội Công nhân cứu quốc và lực lượng Tự vệ thành phố Đà Nẵng. Năm 1947, ông nhập ngũ, trở thành cán bộ của Liên khu 5 và sau đó giữ chức Đại đội phó mặt trận bắc Tây Nguyên. Đến năm 1953, ông là Thượng úy tại Tiểu đoàn 11, Sư đoàn 305. Sau khi tập kết ra Bắc năm 1954, ông tiếp tục công tác tại Sư đoàn này cho đến cuối năm 1959. Từ tháng 10 năm 1959, ông được cử sang Trung Quốc học tập tại Học viện đào tạo cán bộ Tăng Thiết giáp và trở về nước vào cuối năm 1964.
Năm 1965, với quân hàm Đại úy, ông đảm nhận chức Chính trị viên Tiểu đoàn xe tăng 177, đơn vị tăng cường cho Quân khu 4. Từ cuối năm 1969 đến đầu năm 1970, ông làm Chính trị viên tiểu đoàn thuộc Trung đoàn Tăng 195, tham gia chiến đấu tại chiến trường Lào. Từ tháng 3 năm 1970, ông giữ chức Chủ nhiệm Chính trị Trung đoàn xe tăng 203 thuộc Bộ Tư lệnh Tăng Thiết giáp. Từ năm 1971 đến năm 1980, ông lần lượt giữ các cấp bậc Trung tá và Thượng tá, đảm nhiệm vai trò Chính ủy Lữ đoàn xe tăng 203, đơn vị chủ lực thuộc Mặt trận B5, và từ tháng 5 năm 1974 trở thành một bộ phận của Quân đoàn 2.

### Sự kiện 30 tháng 4 năm 1975
Trong Chiến dịch Hồ Chí Minh, Lữ đoàn xe tăng 203 có nhiệm vụ cử 1 tiểu đoàn đánh "bóc vỏ" tuyến phòng ngự vòng ngoài tại khu vực Long Thành (Đồng Nai), Bà Rịa – Vũng Tàu; còn đại bộ phận lữ đoàn đảm nhiệm nhiệm vụ làm lực lượng chủ yếu của "binh đoàn thọc sâu" của Quân đoàn 2, Quân đội nhân dân Việt Nam.
Sáng 30 tháng 4 năm 1975, Lữ đoàn thực hành thọc sâu từ cầu Đồng Nai vào nội đô Sài Gòn bằng chiến thuật tiến công trong hành tiến. 10 giờ 45 phút cùng ngày, hai chiếc xe tăng 843 và 390 húc đổ cánh cổng Dinh Độc Lập, đại đội trưởng xe tăng Bùi Quang Thận cắm cờ giải phóng trên nóc dinh. Chính trị viên Vũ Đăng Toàn và pháo thủ Ngô Sỹ Nguyên vào dinh tập trung nội các chính quyền Sài Gòn vào một vị trí và tổ chức canh gác. Trung tá Bùi Văn Tùng, chính ủy Lữ đoàn xe tăng 203 có mặt sau đó ít phút.
Bùi Văn Tùng đã quyết định đưa Tổng thống Dương Văn Minh sang Đài phát thanh để tuyên bố đầu hàng. Tại Đài phát thanh, ông đã trực tiếp soạn thảo Lời tuyên bố đầu hàng cho Tổng thống Dương Văn Minh, tổ chức cho Dương Văn Minh đọc vào máy ghi âm (3 lần) rồi cho phát trên đài. Cũng chính ông là người đã thay mặt Quân giải phóng miền Nam chấp nhận đầu hàng của Tổng thống chính quyền Sài Gòn, tuyên bố Sài Gòn và miền Nam đã hoàn toàn giải phóng, nhanh chóng làm tạn rã sự chống cự của tàn quân Sài Gòn, góp phần giữ được thành phố Sài Gòn nguyên vẹn và tạo điều kiện thuận lợi cho công cuộc hòa hợp, hòa giải sau này.

#### Những tranh cãi
Đơn vị của ông Tùng mang vai trò quyết định trong việc chiếm đóng Dinh Độc Lập, tuy nhiên trung đoàn 66 dẫn đầu bởi cánh lái xe của đại úy Phạm Xuân Thệ đã đến cùng lúc. Phạm Xuân Thệ đã áp giải tổng thống Dương Văn Minh từ dinh đến đài phát thanh, các nguồn thông tin từ đó về sau đều tin rằng Phạm Xuân Thệ (về hưu với quân hàm trung tướng) là người quyết định cuộc đầu hàng, bắt Dương Văn Minh làm tù binh. Tuy nhiên, Bùi Văn Tùng không phản đối cũng không hề đính chính gì về thông tin này. Mãi đến khi Bùi Văn Tùng ốm nặng, nhiều nguồn tin chính thống đã thừa nhận Bùi Văn Tùng mới thực sự là người lập công tác chính trị ở Dinh Độc Lập năm đó.

### Cuối đời
Từ tháng 3 năm 1980 đến tháng 3 năm 1981, Bùi Văn Tùng mang quân hàm Đại tá, là giảng viên và cán bộ của Học viện Quân sự cao cấp (nay là Học viện Quốc phòng). Sau đó, từ tháng 4 năm 1981 đến tháng 9 năm 1983, ông giữ chức Phó hiệu trưởng phụ trách chính trị Trường Hạ sĩ quan xe tăng 1 (700) thuộc Bộ Tư lệnh Tăng Thiết giáp. Tháng 10 năm 1983, ông nghỉ hưu theo chế độ. Về hưu, ông tiếp tục tham gia công tác tại Thành phố Hồ Chí Minh, từng đảm nhiệm các chức vụ phó bí thư và bí thư Đảng ủy phường 6, Quận 3. Từ sau năm 2005, do lâm bệnh nặng, ông ngừng mọi hoạt động xã hội. Bùi Văn Tùng qua đời vào ngày 9 tháng 2 năm 2023 tại Thành phố Hồ Chí Minh, hưởng thọ 94 tuổi. Đến ngày 17 tháng 10 năm 2023, ông được Chủ tịch nước truy tặng danh hiệu Anh hùng Lực lượng vũ trang nhân dân nhằm ghi nhận những đóng góp đặc biệt của ông trong sự nghiệp cách mạng.

## Lịch sử thụ phong quân hàm
| Năm thụ phong | 1953      | 1965   | 1970     | 1971     | 1975      | 1980   |
| ------------- | --------- | ------ | -------- | -------- | --------- | ------ |
| Quân hàm      |           |        |          |          |           |        |
| Cấp bậc       | Thượng úy | Đại úy | Thiếu tá | Trung tá | Thượng tá | Đại tá |

## Tặng thưởng
Bùi Văn Tùng đã được Nhà nước tặng thưởng:
- Huân chương Quân công hạng Nhì - 1984
- Huân chương Chiến công giải phóng hạng Nhất - 1976
- Huân chương Chiến công hạng Ba - 1983
- Huân chương Chiến thắng hạng Ba - QĐ 1591/T/053
- Huân chương Kháng chiến chống Mỹ cứu nước hạng Nhất - 1985
- Huy chương Quân kỳ Quyết thắng.
- Huân chương chiến sỹ vẻ vang hạng 1, 2, 3
- Huân chương chiến sỹ giải phóng hạng 1, 2, 3
- Danh hiệu Anh hùng Lực lượng vũ trang nhân dân (17/10/2023).